# 欧州ロボットアーム

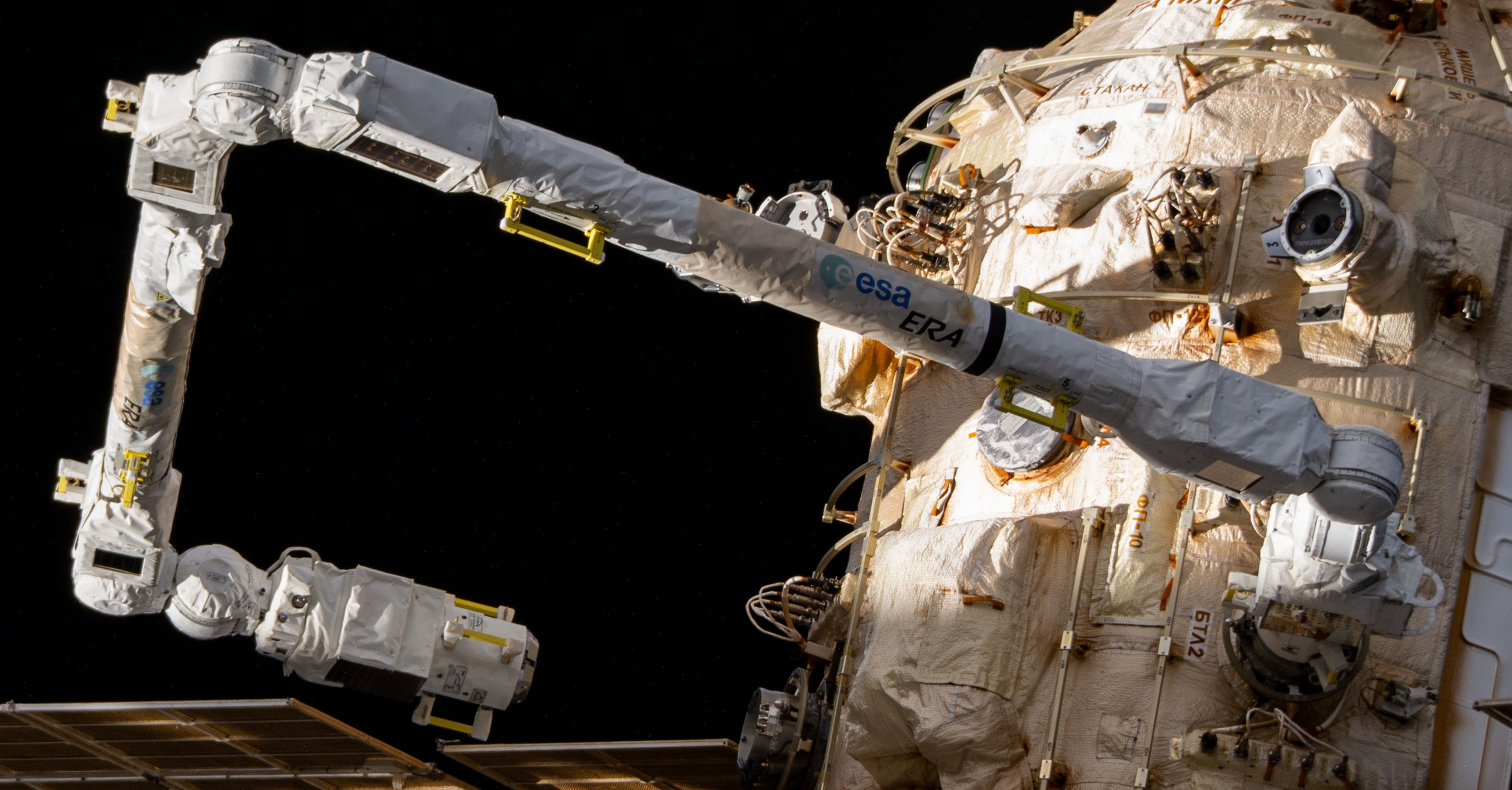

欧州ロボットアーム（European Robotic Arm, ERA）は、国際宇宙ステーションのロシア区画に設置される初めてのロボットアームで、欧州で開発された。装備されるロシアの多目的実験モジュール(MLM、愛称「ナウカ」)打ち上げ計画が、資金難や機材トラブルにより予定より14年も遅れたが、2021年7月21日にMLMに装着された状態でカザフスタンのバイコヌール宇宙基地から打ち上げられ、同年7月29日、MLMは国際宇宙ステーションにドッキングした。
注：ピアースドッキング室（2012年の船外活動でザーリャとポイスク(MRM-2)へ移設済み）には既に2基のストレラ（Strela）クレーンが設置されているが、こちらは船外活動クルーが手動で伸縮・回転させる方式のクレーンであるため、ロボットアームではない。

## 主な特徴と用途
ERAはいくつかの興味深い特徴を持っている。その中でも際だっているのは、ステーションの外壁を自ら制御しながら「歩ける」ことであり、あらかじめ設置された基点を交互に把持しながら移動し、多くの作業を自動または半自動で行うことにより、操縦者の負担を減らすことである。欧州ロボットアーム（ERA）が行える作業には、以下のようなものが含まれている。
- 太陽電池パネルの設置と展開
- 太陽電池パネルの交換
- ステーションの外観検査
- （外部）ペイロードの把持や移動
- 宇宙飛行士が船外活動をする際の補助

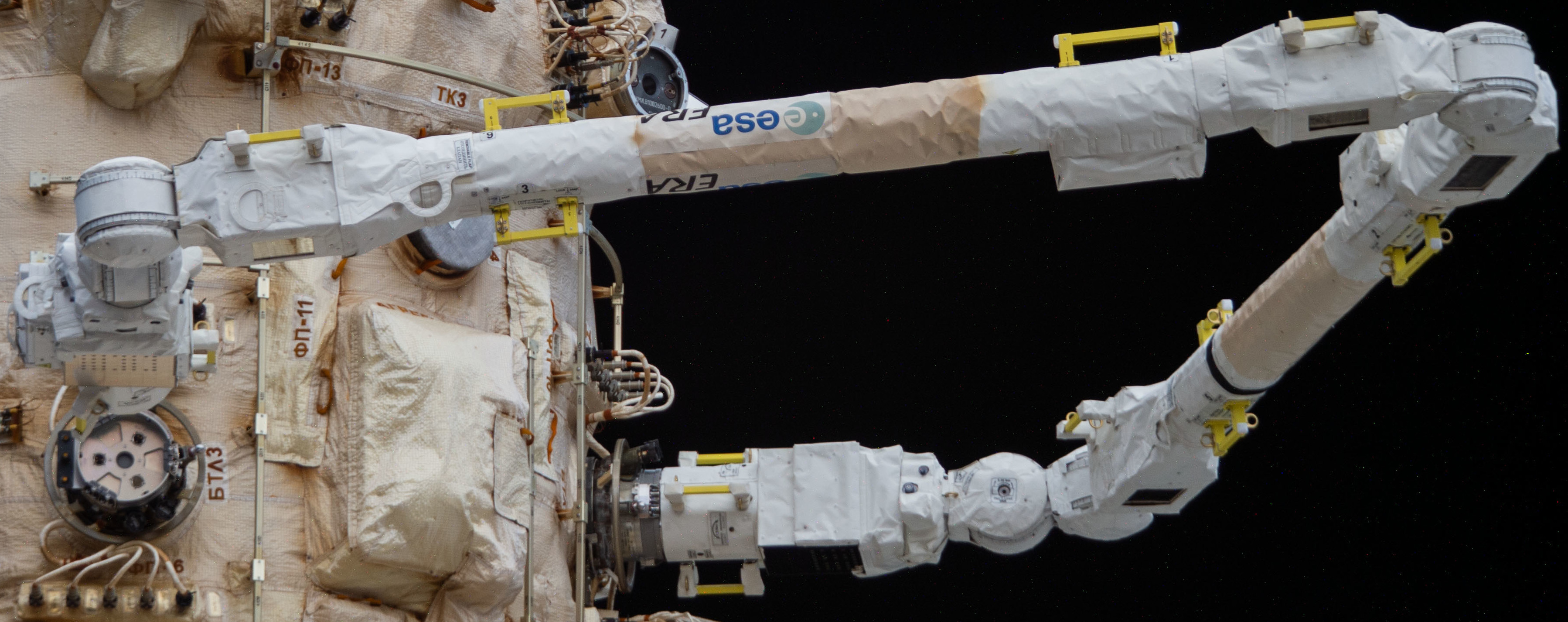

国際宇宙ステーション（ISS）はすでにカナダアーム2というロボットアームを装備しているが、基点やペイロードの把持部の規格が違うためにロシア区画で使用することはできない。ERAはカナダアーム2よりも小型で力は弱く、また細かな作業を行うことができるデクスターのような「手」を先端に装備する予定もない。
ERAは、ダッチ・スペース（Dutch Space）社を主契約企業として8カ国の宇宙関連企業が協力して欧州宇宙機関のために開発し、2021年7月にロシアの多目的実験モジュール(MLM、愛称「ナウカ」)に装着されてプロトン-Mロケットで打ち上げられた。これに先立ち、2本の腕を装備した肘関節の予備品がミニ・リサーチ・モジュール1（MRM1）に取り付けられた状態でSTS-132で既に運ばれている。欧州ロボットアームの通常の保管場所はMLMとなるが、当初の計画では科学電力プラットフォームに取りつけられることになっていた。

## ERAの制御方法

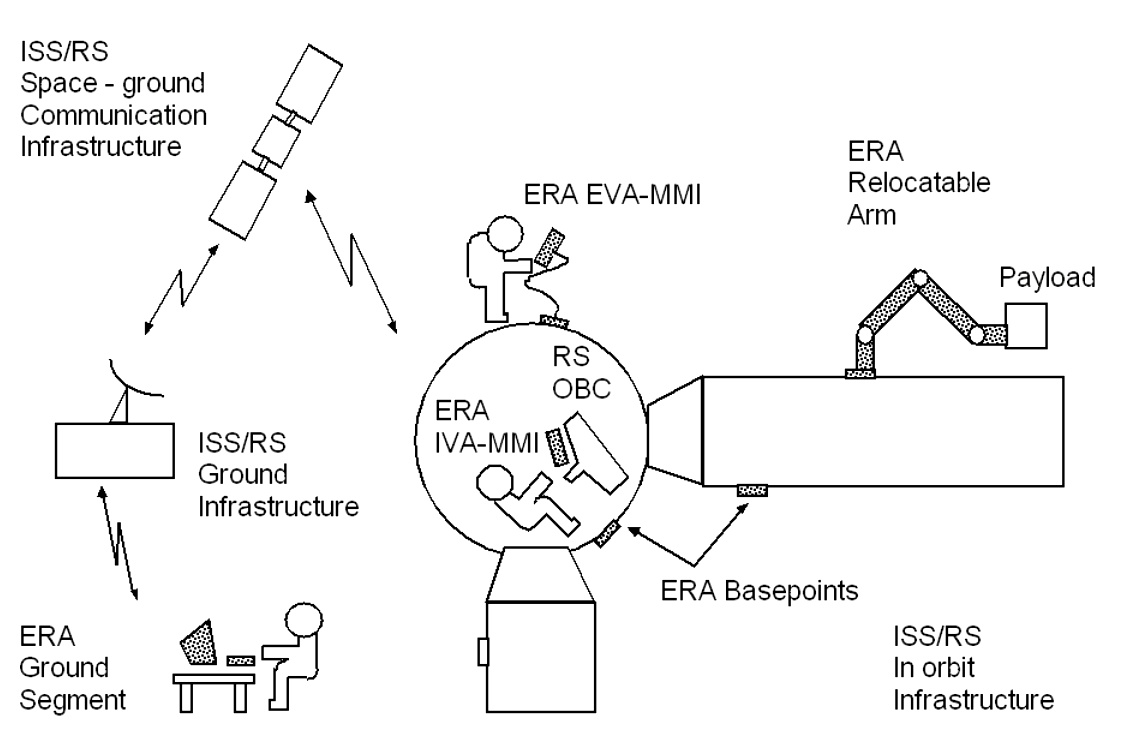
ERAの制御とデータの送受信方法

宇宙飛行士は、ISSの内部からでも外部の宇宙空間からでも、ERAを操作することができる。船内から操作する場合はERA用に作られたラップトップ型のコンピューターを利用する船内操作装置IVA-MMI (Intra Vehicular Activity-Man Machine Interface) を使用し、船外からの場合は宇宙服を着ていても操作が可能な船外操作装置EVA-MMI(Extra Vehicular Activity-Man Machine Interface)を使用する。

## 構成部品
- カーボンファイバー製の全長約5メートルの腕2本
- データと電力の供給が可能であると共に、ペイロードを機械的に動かすことができる先端の把持機構（End Effectors, EE）×2
- 3つの関節を持った手首部分×2
- 肘関節×1
- 腕に内蔵された中央制御コンピューター（ECC）×1
- カメラおよび照明機器（CLU）×4

## 現在の状況
- 2005年、最終的な品質検査を終え納入が完了。
- 2010年5月、スペースシャトル・アトランティス(STS-132)で、2本の腕を装備した肘関節部の予備品がISSに到着。
- 2021年7月、ロシアのプロトン-Mロケットにより多目的実験モジュール(MLM、愛称「ナウカ」)と共にERAが打ち上げられた[2][6][7]。

## 技術的詳細
- 全長：11.3m
- 重量：630kg
- 最大搭載重量：8,000kg
- 最大先端速度：0.1m/s
- 先端部移動誤差：5mm